# Liste der Vizepräsidenten der EU-Kommission
Das Amt eines Vizepräsidenten der EU-Kommission ist weniger bedeutend als das Amt des EU-Kommissionspräsidenten. Im Gegensatz zum Präsidenten der EU-Kommission führt der Vizepräsident zusätzlich zu dieser Aufgabe ein eigenes Ressort.
Von 2004 bis 2019 wurde die eigentliche Aufgabe eines Vizepräsidenten, die Vertretung des Präsidenten,
durch den Ersten Vizepräsidenten wahrgenommen. In der früheren Kommission Juncker war dies Frans Timmermans.
Dass ein Vizepräsident in Ermangelung eines Präsidenten dessen Aufgaben übernimmt, ist 1999 im Zuge des Rücktritts der Kommission Santer durch Manuel Marin geschehen. Marin wurde damals beauftragt eine neue Kommission zu bilden, die bis zum Antritt der Kommission Prodi im Amt bleiben sollte.

## Ernennung

### Bis 2009
Die Ernennung der Vizepräsidenten ist laut Artikel 217 Abs. 3 des Vertrages von Nizza Aufgabe des Präsidenten, welche er im Einverständnis mit den anderen Mitgliedern des Kollegiums vornehmen muss.

### Ab 2009 (Vertrag von Lissabon)
Seit 2009 ernennt nach Art. 17 Absatz 6 Satz 1 lit. c EUV der Präsident der Kommission die Vizepräsidenten. Davon ist ausgenommen der Hohe Vertreter der Außen- und Sicherheitspolitik.

## In der derzeitigen Kommission
Neben den drei geschäftsführenden Vizepräsidenten, Frans Timmermans, Margrethe Vestager und Valdis Dombrovskis gibt es in der Kommission von der Leyen I fünf weitere Vizepräsidenten.

## Bekannte Vizepräsidenten
Kommission Hallstein
Sicco Mansholt
Piero Malvestiti
Robert Marjolin
Manuel Marin
Kommission Prodi
Neil Kinnock
Loyola de Palacio
Kommission Barroso II
Olli Rehn
Viviane Reding
Kommission Juncker
Frans Timmermans
Federica Mogherini
Kristalina Georgiewa
Andrus Ansip
Maroš Šefčovič
Valdis Dombrovskis
Jyrki Katainen

## Derzeitige Exekutiv-Vizepräsidenten
(Stand 2025)
| Nr. | Name              | Ressort                                                                   | Herkunftsland |
| --- | ----------------- | ------------------------------------------------------------------------- | ------------- |
| 1   | Teresa Ribera     | Kommissarin für gerechten Übergang und Wettbewerb                         | Spanien       |
| 2   | Henna Virkkunen   | Kommissarin für Digitale und Grenztechnologien                            | Finnland      |
| 3   | Stéphane Séjourné | Kommissar für Industrie und KMU                                           | Frankreich    |
| 4   | Kaja Kallas       | Hohe Vertreterin der EU für Außen- und Sicherheitspolitik                 | Estland       |
| 5   | Roxana Mînzatu    | Kommissarin für Bildung, für hochwertige Arbeitsplätze und soziale Rechte | Rumänien      |
| 6   | Raffaele Fitto    | Kommissar für Kohäsion und für Regionalpolitik                            | Italien       |

## Zukunft des Amtes
Laut dem geplanten Vertrag für eine Verfassung hätte die Europäische Union einen Außenminister erhalten sollen, der gleichzeitig Vizepräsident der Kommission hätte sein sollen.